# Valsemé
Valsemé település Franciaországban, Calvados megyében. Lakosainak száma 264 fő (2022. január 1.). Valsemé Annebault, Beaumont-en-Auge, Bonnebosq, Bourgeauville, Clarbec és Drubec községekkel határos.

## Népesség
A település népessége az elmúlt években az alábbi módon változott:
| Lakosok száma | 143  | 129  | 184  | 273  | 280  | 276  | 276  | 270  | 267  | 264  |
|               | 1968 | 1982 | 1990 | 2006 | 2013 | 2015 | 2017 | 2019 | 2020 | 2022 |